# Friedrich Kluge

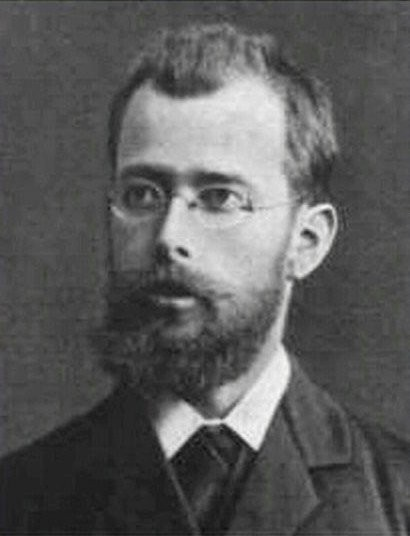
Friedrich Kluge um 1890

Friedrich Kluge (* 21. Juni 1856 in Köln; † 21. Mai 1926 in Freiburg im Breisgau) war ein deutscher Sprachwissenschaftler und Lexikograf. Sein Name ist vor allem durch sein 1883 veröffentlichtes Standardwerk Etymologisches Wörterbuch der deutschen Sprache (oft auch einfach „der Kluge“ genannt) bekannt, das bis heute zahlreiche Neuauflagen erlebte (zuletzt in 25. Auflage 2011) und ein Standardwerk der deutschen Etymologie ist.

## Leben und Werk

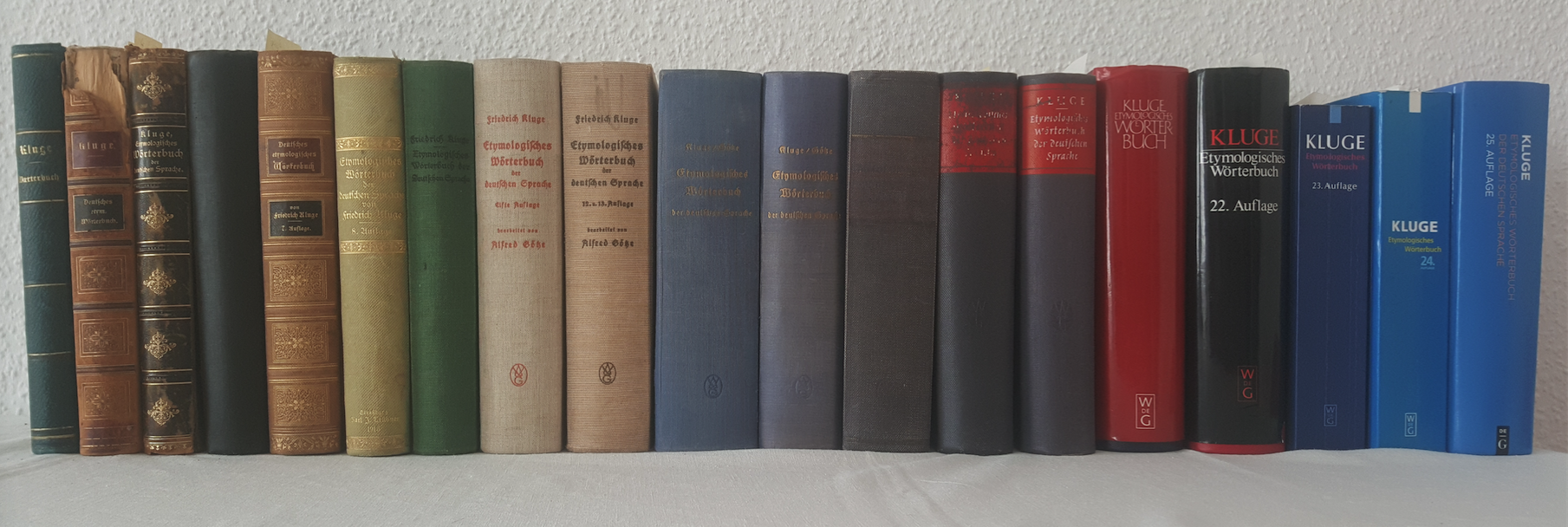
Ausgaben von Kluges Etymologischem Wörterbuch, 1883 bis 2011

Friedrich Kluge studierte ab 1874 vergleichende Sprachwissenschaften sowie klassische und moderne Philologie an den Universitäten Leipzig, Straßburg und Freiburg im Breisgau. Er wurde 1878 in Straßburg promoviert und habilitierte sich 1880 dort für die Fächer Germanistik und Anglistik.
Ab 1884 war er an der Universität Jena zunächst außerordentlicher, ab 1886 ordentlicher Professor. 1893 folgte er einem Ruf an die Universität Freiburg im Breisgau, wo er als Nachfolger seines Lehrers Hermann Paul Professor für deutsche Sprache und Literatur wurde.
Als einer der ersten Germanisten beschäftigte er sich sowohl in seinem Wörterbuch als auch in Einzelveröffentlichungen intensiv mit Standes- und Sondersprachen, etwa der Seemannssprache, den Gaunersprachen und der Studentensprache.
In den Jahren 1894/95 führte Kluge zusammen mit Fridrich Pfaff und Elard Hugo Meyer eine schriftliche Umfrage zur badischen Volkskunde durch. Diese bildete eine erste Grundlage für das Badische Wörterbuch, das von seinem Schüler Ernst Ochs 1914 in Angriff genommen wurde.
1900 begründete Kluge die Zeitschrift für deutsche Wortforschung, die bis 1914 erschien. Seit 1892 war er ordentliches Mitglied der Sächsischen Akademie der Wissenschaften zu Leipzig. 1910 wurde er außerordentliches Mitglied der Heidelberger Akademie der Wissenschaften.
Er wohnte in Freiburg in der Turnseestraße 11. Sein Nachlass befindet sich im Archiv der Universitätsbibliothek Freiburg.
Zeitgenosse Kluges war u. a. der Sprachwissenschaftler Ernst Wasserzieher.

## Auszeichnungen
- 1883: Förderpreis der Bopp-Stiftung

## Veröffentlichungen (Auswahl)
- Etymologisches Wörterbuch der deutschen Sprache. Trübner, Straßburg 1883 (zu Lebzeiten Kluges neun weitere Auflagen bis 1926, 17. Auflage Berlin 1957, postum zuletzt 25. Auflage. De Gruyter, Berlin 2011, ISBN 978-3-11-022364-4).
- Von Luther bis Lessing. Sprachgeschichtliche Aufsätze. Trübner, Straßburg 1888 (und weitere drei Auflagen bis 1904; 5. Auflage: Quelle & Meyer, Leipzig 1918).
- Deutsche Studentensprache. Trübner, Straßburg 1895 (Neuausgabe: Studentengeschichtliche Vereinigung des CC, Nürnberg 1984–1985).
- Rotwelsches Quellenbuch. Trübner, Straßburg 1901 (Nachdruck: de Gruyter, Berlin 1987, ISBN 3-11-010783-X) – einziger erschienener Band einer geplanten Reihe Rotwelsch. Quellen und Wortschatz der Gaunersprache und der verwandten Geheimsprachen.
- Unser Deutsch. Einführung in die Muttersprache. Vorträge und Aufsätze. Quelle & Meyer, Leipzig 1907 (und weitere fünf Auflagen bis 1958).
- Seemannssprache. Wortgeschichtliches Handbuch deutscher Schifferausdrücke älterer und neuerer Zeit. Verlag der Buchhandlung des Waisenhauses, Halle a. d. Saale 1908 (Nachdruck der Ausgabe 1911: Hain, Meisenheim 1973, ISBN 3-920307-10-0).
- Wortforschung und Wortgeschichte. Aufsätze zum deutschen Sprachschatz. Quelle & Meyer, Leipzig 1912.
- Deutsche Sprachgeschichte. Werden und Wachsen unserer Muttersprache von ihren Anfängen bis zur Gegenwart, Quelle & Meyer, Leipzig 1920, online, 2. Aufl. 1925
- Nominale Stammbildungslehre der altgermanischen Dialekte. Max Niemeyer, Halle (Saale) (3. Aufl., bearbeitet von Ludwig Sütterin und Ernst Ochs) 1926.